# Nordenfelt (Automarke)
Nordenfelt war eine französische Automarke aus der Zeit vor dem Ersten Weltkrieg. Zum Hersteller und zum Produktionsstandort gibt es verschiedene Angaben in der Literatur.

## Unternehmensgeschichte
Die Société des Usines Prunel aus Puteaux stellte zwischen 1900 und 1907 Automobile her, die in den meisten Fällen als Prunel vermarktet wurden. 1906 wurde der Markenname Nordenfelt eingeführt. Diese Fahrzeuge waren überwiegend für den Vertrieb in Belgien vorgesehen. Verschiedene Teile wurden in Lüttich montiert. In diesem Zusammenhang fällt der Name des Unternehmens Société Anonyme des Établissements John Cockerill von John Cockerill, obwohl Cockerill abstreitet, etwas mit dem Nordenfelt zu tun zu haben. Der Vertrieb in Großbritannien erfolgte durch den ehemaligen Rennfahrer Clifford Earp. 1910 endete die Produktion. Später übernahm Automobiles Phénix die Werksanlagen.

## Fahrzeuge
Das Unternehmen stellte die Modelle 12 CV, 16 CV, 20 CV, 24/30 CV, 30/35 CV und 40/45 CV her. Alle Modelle hatten einen Vierzylindermotor von Barriquand & Marre. Die Motoren waren vorne im Fahrgestell montiert und trieben über eine Kardanwelle die Hinterachse an. Hewers, Withers und andere Karosseriehersteller stellten die Karosserien her.
Ein Nordenfelt 30/35 CV existiert noch heute in Südafrika.